# Pierre Tachenion
Pierre Tachenion (Boussu, 16 juni 1959) is een Belgisch politicus van de PS.

## Levensloop
Als advocaat militeerde Tachenion al sinds jonge leeftijd in de rangen van de PS. In oktober 1988 werd hij voor deze partij verkozen tot gemeenteraadslid van Dour. Na één legislatuur in de oppositie, werd er in 1994 een bestuursmeerderheid gevormd door de PS van Yvon Harmegnies en de PRL van Alain Audin. Audin werd burgemeester en in deze bestuursmeerderheid werd Tachenion in 1999 schepen van Jeugd, Cultuur en Sport. Ook na de gemeenteraadsverkiezingen van 2000 bleef hij schepen onder Yvon Harmegnies, die Audin opvolgde als burgemeester van Dour.
In 2006 kwam er een einde aan Tachenions schepenmandaat nadat de PS door cdH'er Carlo Di Antonio op de oppositiebanken terechtkwam. Voormalig burgemeester Harmegnies verliet vervolgens de politiek, waardoor Tachenion de nieuwe PS-leider in Dour werd. Ook na de gemeenteraadsverkiezingen van 2012 bleef de partij er in de oppositie. Inmiddels was hij ook actief bij verschillende intercommunales en vzw's waar hij de voorzitter of administrator van werd. In 2017 nam hij ontslag als gemeenteraadslid om zich voltijds op zijn beroep te concentreren.
Na enkele keren opgekomen te zijn bij federale of regionale verkiezingen, kreeg Tachenion in 2009 een opvolgersplaats op de PS-lijst in het arrondissement Bergen voor het Waals Parlement en het Parlement van de Franse Gemeenschap. Kort na de verkiezingen kwam hij echter al in deze parlementen terecht als opvolger van de ontslagnemende Didier Donfut. In het Waals Parlement werd hij de voorzitter van de Commissie van Vervolgingen en in het Parlement van de Franse Gemeenschap werd hij secretaris. In 2014 werd hij niet herkozen in deze functies. In december 2018 werd hij opnieuw lid van beide parlementen in opvolging van Jean-Marc Dupont, die ontslag nam wegens de decumul die in het Waals Parlement in werking trad. Bij de verkiezingen van 2019 was hij geen kandidaat meer.